# レフォスコ
レフォスコ (Refosco) は、イタリア北東部からスロベニア、クロアチア (とくにヴェネト州、フリウリ＝ヴェネツィア・ジュリア州、イストリア半島、クラス (カルソ) 地方) を中心に古くから 栽培され、土着品種と考えられてきた黒ブドウ品種群の総称である。

## 品種

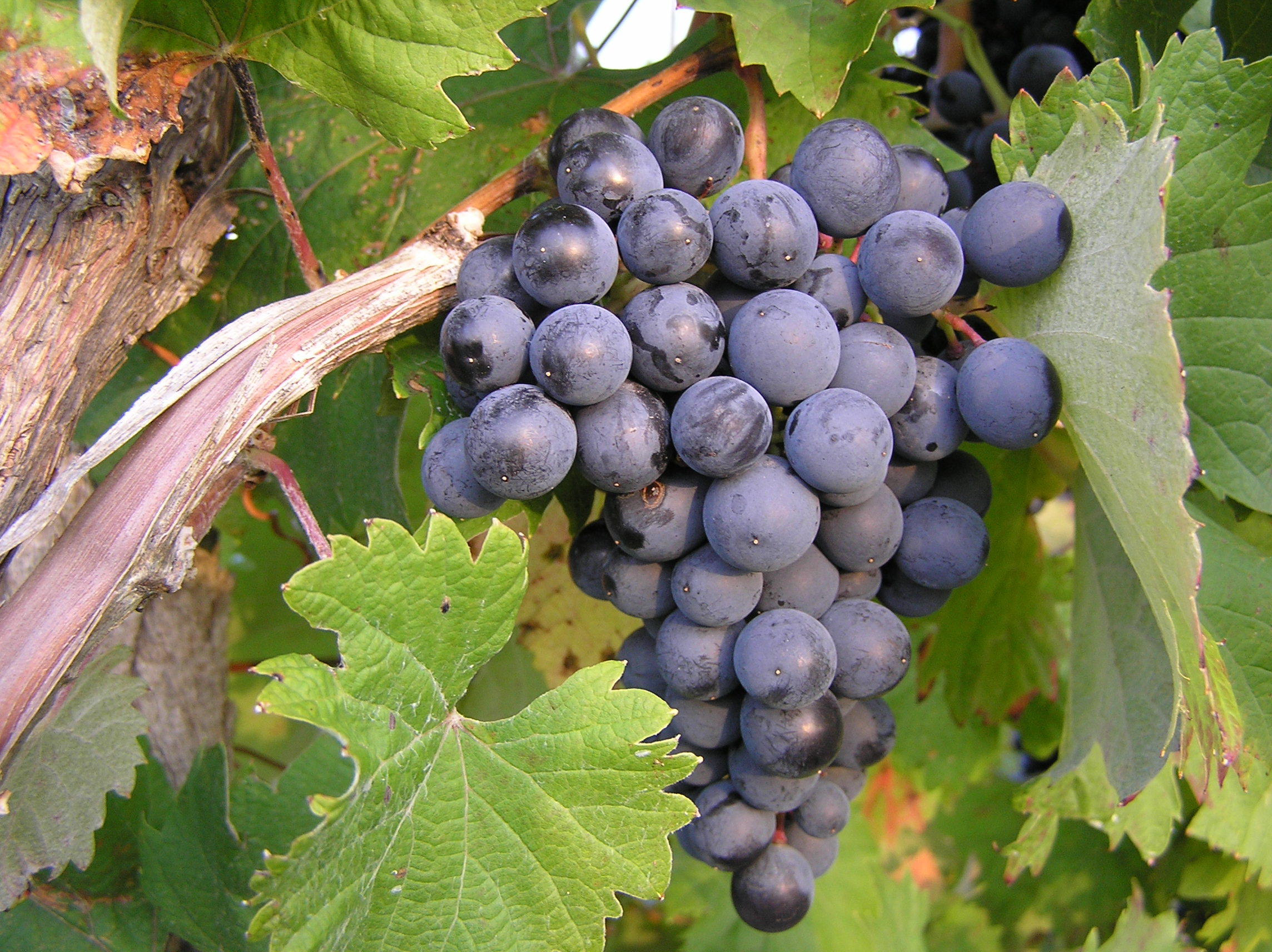
スロヴェニアのレフォスコ (レフォシュク) の果房

長年イタリア、スロベニア、クロアチアでは「レフォスコ (refosco) 」や「レフォシュク (refošk) 」という名称が、実際には類縁関係にないさまざまな品種に用いられてきたため、「レフォスコ」の名をもつブドウ品種や、それらと同一品種とされるブドウ区別し、系統立てることは困難を極める。21世紀に入ってからDNA型鑑定を用いた研究が進められた結果、一部の品種および名称については以下のように峻別・分類されている。
- レフォスコ・ダル・ペドゥンコロ・ロッソ (Refosco dal Peduncolo Rosso) - おそらくは世界的にもっとも知名度の高いレフォスコ種である。果房が赤い (rosso) 果柄 (peduncolo) をもつことに由来する。傾斜地でも平地でも栽培されており、ワインの色味は深く、プラムの風味とかすかにアーモンドの香りがする。酸はやや強くて抑えにくく、晩熟だが、秋雨や腐敗に強い[2]。世界市場における味覚の志向に近づけるため、近年生産されるワインは新品のオーク樽や低温発酵を多用するようになった。もっともよく知られている実例は、フリウリ・コッリ・オリエンターリで見られる[3]。DNA型鑑定の結果、レフォスキン (Refoschin) とレフォスコ・デッリ・ウッチェッリ (Refosco degli Uccelli) はこのブドウと同一品種であることが判明した[4]。
- レフォスコ・ディストリア (Refosco d'Istria、別名レフォスコ・イストリアーノ (Refosko Istriano) 、レフォスコ・ダル・ペドゥンコロ・ヴェルデ (Refosco dal Peduncolo Verde) など) - イタリアのトリエステ周辺から隣接するスロベニアの国境地帯、そしてクロアチア領を含むイストリア半島で栽培されている。ここでは、テッラーノおよびテランをレフォスコ・ディストリアと同一種であるものとして扱う。
  - テッラーノ (Terrano) もしくは テラン (Teran) - トリエステ周辺のカルソ DOC (Carso DOC) およびスロベニアのクラス (Kras) 地区の代表的な赤ワイン用ブドウ品種で、それぞれ現地ではテッラーノ、テラン (Kraški teran) の名で呼んでいる。また、クロアチア側のイストリア半島でもイスタルスキ・テラン (Istarski Teran) の名称で栽培されている。ただしテランという名称／品種をめぐっては、スロベニア側の主張およびクロアチアでの慣行は上の記述と必ずしも一致しない。2006年にスロベニアはワインにおける「テラン」の表記をEUの原産地保護呼称 (PDO) に登録し、以降それに基づきクロアチアワインにおける「テラン」表記の使用に反対している[5]。一方クロアチア側は、イストリア半島を含む国内で栽培されている「テラン」は、イタリアおよびスロベニアで栽培されているテッラーノともテランとも異なる、固有の品種であるという立場をとっている[6]。
- レフォスコ・ノストラーノ (Refosco Nostrano) もしくはレフォスコ・ディ・ファエーディス (Refosco di Faedis) - ファエーディスを中心としてトッレアーノ、ポヴォレット、アッティミス、ニーミスといったウーディネ県北東部の地域で栽培されている品種。タッツェレンゲおよびレフォスコ・ジェンティーレとは、親子関係にある。レフォスコ・ディ・ロンキス (Refosco di Ronchis) は同一品種である[7]。他のレフォスコ系列種と比べて樹勢がとても強くフハイカビに感染しやすいが、果粒・果房ともに大きく収量が高い。レフォスコ・ノストラーノのワインは、若いうちはタンニンが強いが、やや低めの発酵温度、短めの発酵時間で赤い果実味を引き出すことができる。酸は他のレフォスコ系列種よりやや強い[7]。
- レフォスコ・ジェンティーレ (Refosco Gentile) もしくはレフォスコ・ディ・ラウシェード (Refosco di Rauscedo) - レフォスコ・ノストラーノとは親子関係にあり、フリウリ・コッリ・オリエンターリの古いブドウ園で時折見かけられる、希少な品種[7]。果房が全レフォスコ系列種のなかで最小であるうえ、果粒も小さいため、収量はレフォスコ系列種のなかではもっとも少ない。完熟状態でも糖度があまり上がらず、酸が強い。極小規模で醸造されたワインは、色が他のレフォスコ系列種よりも暗めで、花や黒い果実のアロマをもつ[8]。
- レフォスコーネ (Refoscone) - レフォスコ・ノストラーノと同じく、ファエーディス近辺を中心としてフリウリ・コッリ・オリエンターリ DOC内各地の古いブドウ園で栽培されているが、果房はレフォスコ・ノストラーノよりはるかに大きく、葉の形状も異なる別品種である。現地ではベルツァミーノ (Berzamino) とも呼ばれる。晩熟で秋雨の影響を受けやすいが、結果しやすく果実も大きいため、収量は高い。果皮が薄く密着粒であることから貴腐を起こしやすく、またうどんこ病にかかりやすいため、栽培はあまり盛んではない。レフォスコーネ使用率100%のワインはスミレ色でタンニンがしっかりしており、野菜らしい風味をもつが、商業ベースでの生産には至っていない[9]。
- レフォスコ・ビアンコ (Refosco Bianco) - 白ブドウ品種で、他のレフォスコ系列種との類縁関係は一切ない。文献における記述は19世紀まで遡るものの、正式に存在が確認されたのは2004年のことである。果房は円筒形の疎着粒で岐肩を1つか2つもつ。果粒は円形で黄緑色をしており、斑点がある。晩熟で収量が高い。極小規模で醸造されたワインはアロマが強く、柑橘類やハーブ、トロピカルな果実を思わせるが、商業ベースにのるほどの栽培・ワイン生産は行なわれていない[10]。
- レフォスコ・ディ・グアルニエリ (Refosco di Guarnieri) - ヴェネト州のワイン用ブドウ品種、トレヴィザーナ・ネーラ (Trevisana nera) の別名[11]。
- レフォスコ・デル・ボトン (Refosco del Boton) - フリウリの土着品種、タッツェレンゲと同一品種であることが判明した[4]。

### 他品種との類縁関係の検証
レフォスコの系列品種の歴史は古く、その初期の状態については明らかになっていない。レフォスコ・ダル・ペドゥンコロ・ロッソをDNA分析にかけてみたところ、同じくイタリア北部に古くから栽培されているマルツェミーノは親種にあたり、コルヴィーナは子種、ロンディネッラは孫種にあたることが判明した。また、レフォスコ・ダル・ペドゥンコロ・ロッソはトレンティーノ＝アルト・アディジェ州の土着品種、テロルデゴの孫種にあたることから、イタリア北東部の固有種の系統図において重要なピースのひとつと考えられる。
かつては、フランス東部のサヴォア地方を中心に見かけられるモンデュース・ノワールが、ワインの特徴の類似性から、レフォスコ・ダル・ペドゥンコロ・ロッソと同一種ではないかと唱える専門家もいた。DNA型鑑定によって、この説は否定され、両品種は類縁関係にないことが判明した。
一部の専門家は、フリウリの土着品種であるピクリット・ネーリ (Piculit Neri) がレフォスコ・ダル・ペドゥンコロ・ロッソもしくはレフォスコ・ノストラーノと同一品種であるという仮説を長年唱えていたが (興味深いことに、地元ブドウ農家にはピクリット・ネーリを「レフォスコ」と呼ぶ習慣はなかった) 、DNA型鑑定の結果、ピクリット・ネーリはいずれの品種とも異なることが判明した。

## 起源と歴史
ブドウ品種学者のなかには、古代ローマのプッキヌム (puccinum) がレフォスコから作られたワインであったと考える者もいる。古代においてこのブドウはよく知られており、1世紀にローマの博物学者大プリニウスは、レフォスコ系列種のどれかのワインのことを質が高いと賞賛している。著作『博物誌』において彼は、プッキウムがアドリア海沿岸北部、典型的なカルスト地形の河川であるティマヴォ川の湧泉付近で栽培されるブドウで作られている、と述べている。
これはカルニ族の地域で、その隣りにイアプデス族の地域がある。ティマウス河 [ティマヴォ川] 、ブドウ酒で名高いプキヌムの堡塁……
(プリニウス『博物誌』第3巻、第13章、「ウェネティア」)
俗説では、プッキヌムはアウグストゥスの妻リウィア・ドルシッラの好物であったという。
プッキヌムはプロセッコ (グレラ) の甘口白ワインであったかもしれないという正反対の説も存在する。この説を唱えたのはイタリアのジャンニ・ダルマッソ (Gianni Dalmasso) 教授で、彼によると、リウィアがレフォスコのワインの苦味を好んでいたわけはなく、彼女が好んだ可能性のある唯一のワインはトリエステ地方で栽培されていた甘いプロセッコ種なのだという。 また、中世の地図にグレゴリオ・アマーセオ (1464年-1541年) が記した注解文には "Prosecho ol:Pucinum, hinc vina a Plinio | tantopere laudata" (プロセコ、かつてプキヌムと呼ばれた。プリニウスによって高く評価されたワインはここのものである) とも述べられている。
ジャコモ・カサノヴァもレフォスコのワインを好んだひとりであり、自伝『我が生涯の物語』 (『カサノヴァ回想録』) のなかで次のように評している。
それにここのレフォスコは、女信徒のところのものよりさらに味がよく、わたしの不幸を忘れさせてくれた。
(ジャコモ・カサノヴァ『我が生涯の物語』第1巻、第8章)
20世紀の後半 (おそらく1966年より前) に、カリフォルニア大学デーヴィス校のオースティン・ゴヒーンがカリフォルニア州アマドール郡のジャクソン実験農園 (1880年代設立) 採取した「レフォスコ」とされるブドウ樹標本が、1990年代にヨーロッパのブドウ品種学者によるDNA型鑑定でモンデュース・ノワールと判明したことから、「レフォスコ＝モンデュース・ノワール」という誤解と混乱が広まった (品種節およびワイン生産地域節参照) 。しかし21世紀初頭に、DNA型鑑定によってモンデュース・ノワールはいかなるレフォスコ系列種とも一致しないことが判明し、実験農園のブドウ樹が導入時から間違った名称をつけられていたことが原因であると結論づけられた。

## ワイン生産地域
イタリアにおいては、「レフォスコ」に含まれる各品種のほとんどがフリウリ＝ヴェネツィア・ジュリア州東部に集中している。ただしレフォスコ・ダル・ペドゥンコロ・ロッソは、同州の他の地域やヴェネト州東部でもワインに使用されている。また、エミリア＝ロマーニャ州ではレフォスコ・ディストリア (テッラーノ) がカニーナ (Cagnina) という現地名で栽培されている。おもなD.O.C.認定地区は以下の通り:
- フリウリ・コッリ・オリエンターリ DOC (Friuli Colli Orientali DOC) - このD.O.C.にはレフォスコ・ダル・ペドゥンコロ・ロッソとレフォスコ・ノストラーノ、それぞれにセパージュワインがあるが、表記が「フリウリ・コッリ・オリエンターリ・レフォスコ」である場合、この「レフォスコ」はレフォスコ・ノストラーノを指す。ブドウの比率はそれぞれの品種を85%以上使用しなければならず、残りの最大15%分には、地元産の黒ブドウ品種を使用する。アルコール度数はいずれも11%以上[21][22]。
- カルソ (もしくはカルソ=クラス) DOC (Carso/Carso-Kras DOC) - 赤ワインの主要品種はレフォスコ・ディストリア (テッラーノ) であるが、レフォスコ・ダル・ペドゥンコロ・ロッソのセパージュワインも存在する。テッラーノのセパージュワインには「クラッシコ」を付した表記 (すなわち「カルソ/カルソ＝クラス・テッラーノ・クラッシコ」) もあるのだが、この表記が認められているのは、トリエステ県内のトリエステ、ドゥイーノ＝アウリジーナ、モンルピーノ、ズゴニーコの4コムーネで作られたワインのみである。カルソ・ロッソの場合、ブドウの比率はテッラーノを70%以上使用し、残りの最大30%分には地元産の黒ブドウ品種を使用する (ただしクラッシコに該当する地区のカルソ・ロッソはテッラーノ85%以上) 。セパージュワインの場合、ブドウの比率はそれぞれの品種を85%以上使用し、残りの最大15%分には地元産の黒ブドウ品種を使用する。アルコール度数はいずれも11.5%以上、リゼルヴァ (テッラーノ・クラッシコを除く) ならば12%以上。リゼルヴァの場合、熟成期間は24か月以上 (うち木樽で12か月以上、瓶内で5か月以上) と定められている[23][24]。
- ロマーニャ DOC (Romagna DOC) - カニーナのセパージュワインの場合、ブドウの比率はカニーナを85%以上使用しなければならず、残りの最大15%分には、地元産の黒ブドウ品種を使う。アルコール度数は8.5%以上と低めである[25][26]。

ファエーディスおよびその近隣地区では、10前後のワイン生産者がAssociazione Volontaria Viticoltori del Refosco di Faedisという任意団体を設立し、みずからが生産したレフォスコ・ディ・ファエーディスのワインの品質管理およびマーケティング・販売を共同で行なっている。どの生産者のワインも白 (若飲み用のカジュアルなタイプ) および黒 (各生産者のフラグシップとなる熟成タイプ) 2種類の同一デザインのラベルに統一されている。
スロベニアでは、イタリアのトリエステ県と隣接し、石灰岩のカルスト地形を赤い鉄分の多い土壌が覆うクラス地区で、レフォスコ・ディストリア (現地名テラン) が栽培されている。また、イストリア半島北側沿岸部のコペルでもテランが栽培されている。
イストリア半島のクロアチア側 (フルバツカ・イストリア) でも「テラン」というブドウ品種が栽培されているが、その扱いをめぐっては意見の一致をみていない (品種節を参照) 。
アメリカ合衆国 (とくにカリフォルニア州) で「レフォスコ」として栽培されていたブドウ品種は、イタリアで栽培されるどの「レフォスコ」にもDNA型が一致せず、モンデュース・ノワールと同一であることが判明した。1990年代後半からは、カリフォルニア州でもレフォスコ・ダル・ペドゥンコロ・ロッソの苗が多数植えられ、単純に「レフォスコ」と呼ばれている。ニューメキシコ州でもレフォスコ・ダル・ペドゥンコロ・ロッソの栽培が盛んである。南米ではアルゼンチンのメンドーサおよびチリのコルチャグアで栽培されている。